# Любовь за любовь (пьеса)
«Любовь за любовь» (англ. Love for Love) — комедия английского драматурга Уильяма Конгрива, написанная в 1694 году. Из-за бунта актёров в театре Друри-Лейн была поставлена на сцене только в мае 1695 года. Имела большой успех, благодаря чему Конгрив стал пайщиком театра и обеспеченным человеком.